# Bogusław Fornalczyk

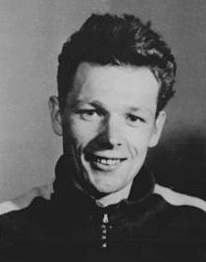
Bogusław Fornalczyk (1961)

Bogusław Fornalczyk (* 3. Juni 1937 in Jaworznik, Woiwodschaft Schlesien) ist ein ehemaliger polnischer Radrennfahrer. 

## Sportliche Laufbahn
Er war Teilnehmer an den Olympischen Sommerspielen 1960 in Rom und belegte im olympischen Straßenrennen den 11. Platz. Mit der polnischen Nationalmannschaft belegte er den 10. Platz im Mannschaftszeitfahren.
1957 stieg er in polnische Leistungsklasse auf. Schon ein Jahr später gewann er die Polen-Rundfahrt. Fünfmal konnte er in verschiedenen Disziplinen polnischer Meister werden. An den Radweltmeisterschaften nahm er 1958, 1959, 1961 und 1962 teil. Bei der Internationalen Friedensfahrt belegte er folgende Plätze: 1958 - 32., 1959 - 10., 1960 - 12., 1961 - 29., 1962- 15. und 1963 - 37.

## Berufliches
Beruflich war er als Landwirt tätig.